# Anna Hegnerová
Anna Hegnerová, rozená Metelková, v matrice Anna Maria (19. července 1876 Zastávka (okres Brno-venkov) – 29. listopadu 1945 Praha-Královské Vinohrady) byla moravská učitelka, redaktorka a spisovatelka.

## Životopis
Anna Hegnerová se narodila Franci Metelkovi, havíři v Rosicích a Marii Metelkové rozené Zigmundové z Říčan, kteří se vzali 1. února 1876 v Říčanech. Měla šest mladších sourozenců: Karla (1881), Rosu (1884), Augustinu (1887), Martu (1889), Františku (1891) a Emilii (1895).
5. května 1908 se provdala za dramatického spisovatele Edvarda Hegnera (1876–1929). Měli spolu dvě děti Jiřího a Vlastu.
Anna Hegnerová byla odborná učitelka, redaktorka časopisu Zájmy žen. Byla členkou Syndikátu československých spisovatelů a hudebních skladatelů. Jako spisovatelka byla i spolupracovnicí svého manžela.
V Praze XII bydlela na adrese Úzká 9.

## Dílo

### Drama
- Anna Martensová: drama o třech dějstvích – s manželem. Praha: Edvard Hegner, 1913
- Přísný pán: tragikomedie o čtyřech dějstvích – s manželem. Praha: Edvard Hegner, 1914
- V příboji: hra ze současného života o třech dějstvích – Praha: František Švejda, 1918[3]
- Xantippa, žena z lidu: lidová komedie z válečné doby o čtyřech dějstvích – Praha: František Švejda, 1923[3]
- Zlaté doly: komedie o čtyřech dějstvích – s manželem. Praha: R. Hudec, 1923

### Próza
- Marjánka Mičánková a jiné prosy o dětech a jejich vychovatelích – s manželem. Praha: vydavatelství „Hegnerova kruhu laciné lidové četby“, 1925